# Stéphane Halgan
Pour les articles homonymes, voir Halgan.
Stéphane Halgan, né à Nantes le 8 avril 1828 et mort à Nantes le 19 janvier 1882, est un homme politique français. 

## Biographie
Petit-fils de l'amiral Emmanuel Halgan, Stéphane Halgan est le fils d'Emmanuel Marie Joseph Halgan (1802-1877), avocat et trésorier des invalides de la Marine à Nantes, président de la Société industrielle de Nantes, et de Stéphanie Brunet. Il est le demi-frère de Emmanuel Halgan. 
Il est conseiller municipal et administrateur des hospices de Nantes, et y dirige l'École industrielle des apprentis de la Société industrielle de Nantes durant vingt-cinq ans (1855 à 1880).
Secrétaire du conseil général de la Vendée, il est sénateur monarchiste de la Vendée de 1879 à 1882. Il siège à droite et s'oppose aux lois Ferry sur l'Enseignement.
Amateur d'art et des lettres, il est président du Cercle des beaux-arts de Nantes. Il est l'auteur de Souvenirs bretons, un recueil de poésies, et collabore à l'Anthologie des poètes bretons du XVIIe siècle (1884), avec Olivier de Gourcuff et René Kerviler.
Gendre du négociant Pierre Métois, il est le beau-père de l'avocat Élie Bardoul, de  Maximilien Magnier de Maisonneuve et de  Léonce Guillet de La Brosse.

## Œuvre
- Souvenirs bretons (1857)

### Sources
- « Stéphane Halgan », dans Adolphe Robert et Gaston Cougny, Dictionnaire des parlementaires français, Edgar Bourloton, 1889-1891 [détail de l’édition]
- Émilien Maillard, Nantes et le département au XIXe siècle : littérateurs, savants, musiciens, & hommes distingués, 1891.